# Піщанське (Щучанський район)
Піща́нське (рос. Песчанское) — село у складі Щучанського району Курганської області, Росія. Адміністративний центр Піщанської сільської ради.
Населення — 896 осіб (2010, 1164 у 2002).
Національний склад станом на 2002 рік: росіяни — 99 %.